# Hiệp hội Khoa học Chính trị Quốc tế
Hiệp hội Khoa học Chính trị Quốc tế, viết tắt là IPSA (theo tiếng Anh: International Political Science Association) hoặc AISP (theo tiếng Pháp: Association Internationale de Science Politique), là một tổ chức phi chính phủ quốc tế hoạt động trong lĩnh vực nghiên cứu khoa học kinh tế chính trị.
IPSA thành lập năm 1949 tại Paris, Pháp, do UNESCO bảo trợ , là thành viên liên kết khoa học của Hội đồng Khoa học Xã hội Quốc tế (ISSC), và nay là thành viên của Hội đồng Khoa học Quốc tế (ISC).
IPSA được công nhận tư cách cố vấn tại Hội đồng Kinh tế và Xã hội Liên Hợp Quốc (ECOSOC) và Tổ chức Giáo dục, Khoa học và Văn hóa Liên Hợp Quốc (UNESCO).

## Mục tiêu
Mục tiêu của IPSA là hỗ trợ sự phát triển của khoa học chính trị ở tất cả các nơi trên thế giới, xây dựng mạng lưới khoa học nối Đông và Tây, Bắc và Nam. Mục đích của nó là tạo ra một cộng đồng khoa học chính trị toàn diện và toàn cầu, trong đó tất cả có thể tham gia.
IPSA tìm cách thúc đẩy sự hợp tác giữa các học giả trong các nền dân chủ đang nổi lên và được thành lập và hỗ trợ các quyền tự do học thuật cần thiết cho các ngành khoa học xã hội để phát triển.

## Tổ chức
Hội đồng IPSA bầu chọn Ủy ban điều hành. Các hoạt động chuyên môn do các Ban Nghiên cứu (Research Committee) đảm nhận.
Ngoài ra là 6 tiểu ban đảm nhận việc hành chính.

## Điều hành
| Tt. | Năm       | Địa điểm đại hội | Chủ tịch  | Chủ tịch               |
| --- | --------- | ---------------- | --------- | ---------------------- |
| 27. | IPSA 2023 |                  | 2023-...  |                        |
| 26. | IPSA 2021 | Virtual          | 2021-2023 | Dianne Pinderghues     |
| 25. | IPSA 2018 | Brisbane         | 2018-2021 | Marianne Kneuer        |
| 24. | IPSA 2016 | Poznań           | 2016-2018 | Ilter Turan            |
| 23. | IPSA 2014 | Montréal         | 2014-2016 | Aiji Tanaka            |
| 22. | IPSA 2012 | Madrid           | 2012-2014 | Helen Milner           |
| 21. | IPSA 2009 | Santiago         | 2009-2012 | Leonardo Morlino       |
| 20. | IPSA 2006 | Fukuoka          | 2006-2009 | Lourdes Sola           |
| 19. | IPSA 2003 | Durban           | 2003-2006 | Max Kaase              |
| 18. | IPSA 2000 | Quebec           | 2000-2003 | Dalchoong Kim          |
| 17. | IPSA 1997 | Seoul            | 1997-2000 | Theodore J. Lowi       |
| 16. | IPSA 1994 | Berlin           | 1994-1997 | Jean Leca              |
| 15. | IPSA 1991 | Buenos Aires     | 1991-1994 | Carole Pateman         |
| 14. | IPSA 1988 | Washington DC    | 1988-1991 | Guillermo O’Donnell    |
| 13. | IPSA 1985 | Paris            | 1985-1988 | Kinhide Mushakoji      |
| 12. | IPSA 1982 | Rio de Janeiro   | 1982-1985 | Klaus von Beyme        |
| 11. | IPSA 1979 | Moskva           | 1979-1982 | Candido Mendes         |
| 10. | IPSA 1976 | Edinburgh        | 1976-1979 | Karl Deutsch           |
| 9.  | IPSA 1973 | Montréal         | 1973-1976 | Jean Laponce           |
| 8.  | IPSA 1970 | Munich           | 1970-1973 | Stein Rokkan           |
| 7.  | IPSA 1967 | Brussels         | 1967-1970 | Carl Joachim Friedrich |
| 6.  | IPSA 1964 | Geneva           | 1964-1967 | Jacques Freymond       |
| 5.  | IPSA 1961 | Paris            | 1961-1964 | D N Chester            |
| 4.  | IPSA 1958 | Rome             | 1958-1961 | Jacques Chapsal        |
| 3.  | IPSA 1955 | Stockholm        | 1955-1958 | James K Pollock        |
| 2.  | IPSA 1952 | Hague            | 1952-1955 | William A Robson       |
| 1.  | IPSA 1950 | Zurich           | 1949-1952 | Quincy Wright          |

## Xuất bản
IPSA Xuất bản tạp chí International Political Science Review từ 1980 đến nay, tại London, Anh quốc.
Ngoài ra là Bản tóm tắt thường niên "International Political Science Abstracts" từ 1951 đến nay, và các trang điện tử.